# Fluviu

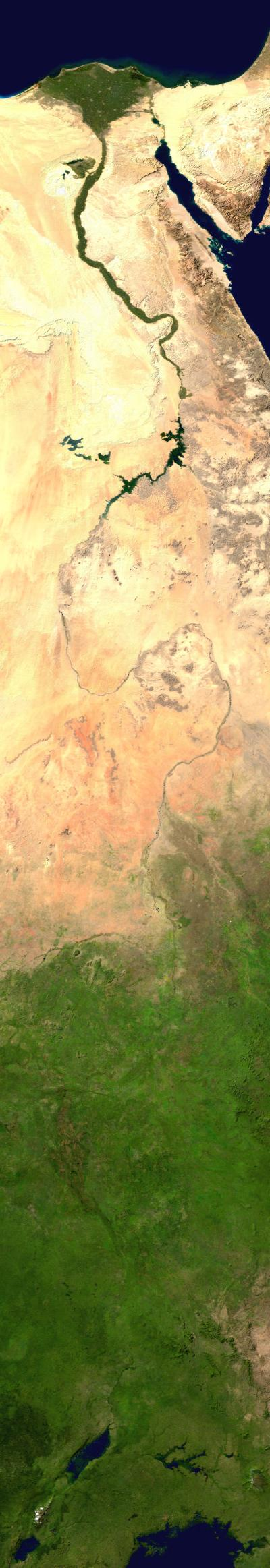
Imagine din satelit compusă a Nilului Alb

Un fluviu este o apă curgătoare mare (atât în debit, cât și în întinderea propriu-zisă de apă) și care se varsă într-o mare sau într-un ocean. Diferența dintre fluviu și râu este atât în dimensiune, cât și în faptul că râurile se varsă de obicei într-un fluviu, într-un alt râu sau într-un lac. Fluviile sunt navigabile cel puțin în porțiunea lor finală. La vărsare, din cauza interacțiunii dintre apa sărată a mării sau a oceanului cu apa dulce a fluviului, se formează o deltă sau un estuar. 
În Europa, cele mai lungi fluvii sunt Volga și Dunărea.

## Cele mai lungi fluvii
| Nume        | Lungime (km) | Suprafață totală (km2) | Țară                                                                   | Continent          |
| ----------- | ------------ | ---------------------- | ---------------------------------------------------------------------- | ------------------ |
| Nil         | 6.690-6.695  | 2.870.000              | Egipt, Sudan                                                           | Africa (de Nord)   |
| Yangtze     | 6.300-6.380  | 1.830.000              | China                                                                  | Asia (de Est)      |
| Amazon      | 6.296-6.516  | 7.180.000              | Brazilia                                                               | America (de Sud)   |
| Mississippi | 6.019-6.212  | 3.248.000              | S.U.A.                                                                 | America (de Nord)  |
| Obi         | 5.410-5.570  | 2.990.000              | Rusia (Siberia)                                                        | Asia (de Nord)     |
| Enisei      | 5.115-5.550  | 3.132.000              | Rusia (Siberia)                                                        | Asia (de Nord)     |
| Huanghe     | 4.667-5.464  | 745.000                | China                                                                  | Asia (de Est)      |
| Missouri    | 4.740        | 1.370.000              | S.U.A.                                                                 | America (de Nord)  |
| La Plata    | 3.153        | 3.140.000              | Argentina                                                              | America (de Sud)   |
| Amur        | 2.817        | 1.843.000              | Rusia/China                                                            | Asia (de Nord-Est) |
| Congo       | 4.667        | 3.680.000              | Congo-urile, Republica Centrafricană, Angola, Zambia, Tanzania, Ruanda | centrul Africii    |
| Paraná      | 4.500        | 1.500.000              | Brazilia, Paraguay, Argentina, Uruguay                                 | America (de Sud)   |
| Mekong      | 4.425        | 795.000                | China, Myanmar, Laos, Tailanda, Cambogia, Vietnam                      | Asia de Sud-Est    |